# لایوس

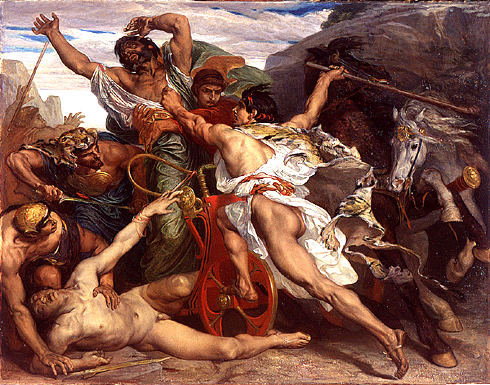
لایوس

لایوس (به انگلیسی: Laius) در اسطوره‌های یونان، پادشاه تب است.
پسر لایداکوس بود. هنگامی که آمفیون و زتوس تب را تسخیر کردند به کمک مردم به دربار پلوپس پناه برد. پس از مرگ دو مهاجم به سرزمین خود بازگشت و تاج و تخت را پس گرفت. اما پسر کوچک پلوپس، خروسیپوس را ناجوانمردانه ربود و دچار نفرین شد. با یوکاسته ازدواج کرد و صاحب پسری به نام اودیپ شد. پیشگویان به لایوس گفتند که توسط پسری که از یوکاسته خواهد داشت، کشته خواهد شد. او نیز اودیپ را پس از تولد طرد کرد. اودیپ توسط چوپانان به پولوبوس پادشاه کورنت سپرده شد. در جوانی با لایوس روبه‌رو شد و نادانسته در نزاعی پدر را کشت و با مادرش ازدواج کرد.